# Broelemannia africana
Broelemannia africana är en mångfotingart som beskrevs av Carl Graf Attems 1927. Broelemannia africana ingår i släktet Broelemannia och familjen Schizopetalidae. Inga underarter finns listade i Catalogue of Life.